# Holorusia vinsoniana
Holorusia vinsoniana är en tvåvingeart som först beskrevs av Alexander 1956.  Holorusia vinsoniana ingår i släktet Holorusia och familjen storharkrankar.
Artens utbredningsområde är Mauritius. Inga underarter finns listade i Catalogue of Life.